# Donga (fiume)
Il Donga è un fiume che scorre in Nigeria e Camerun, affluente del Benue.
Nasce dall'altopiano di Mambilla nella Nigeria orientale, forma parte del confine internazionale tra Nigeria e Camerun e scorre verso nord-ovest per poi gettarsi nel Benue in Nigeria. Il bacino idrografico è di 20.000 chilometri quadrati. Al suo apice, vicino alla confluenza col Benue, il fiume ha una portata di 1.800 metri cubi di acqua al secondo.
Le ricerche eseguite sulle acque del fiume hanno rilevato che esso è inquinato dalla presenza di pesticidi e metalli pesanti.